# Poinciana (Brian)
Poinciana is een Engels liedje van de vanuit België opererende Rhodesische zanger Brian uit 1966.
Het nummer verbleef 17 weken in de Belgische hitparade en bereikte als hoogste notering een vijfde plaats.
De B-kant van de single heette Do-dum-dum.